# Jüdischer Friedhof Alsheim

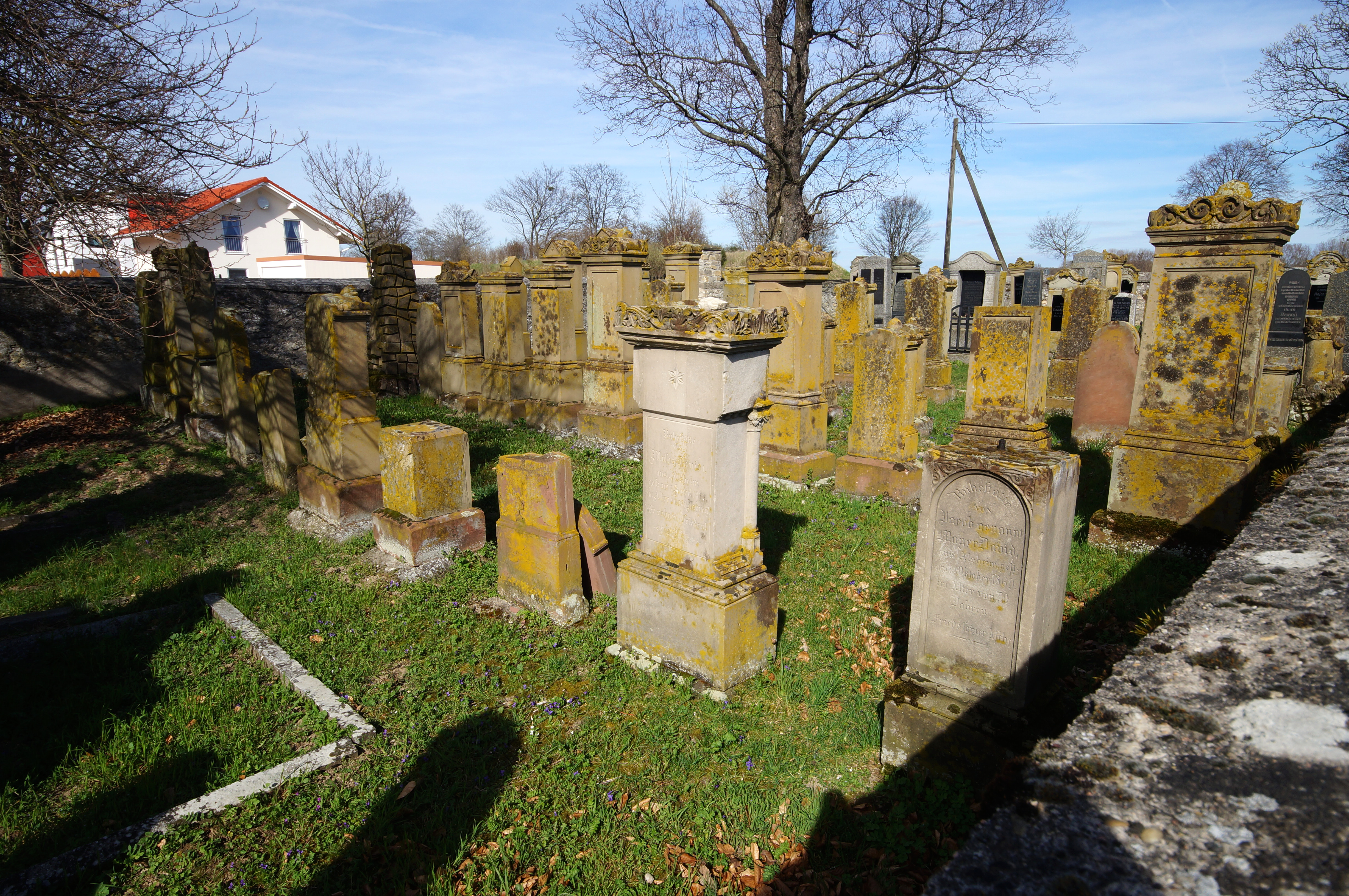
Ansicht des Friedhofs

Der Jüdische Friedhof Alsheim ist ein jüdischer Friedhof in der Ortsgemeinde Alsheim im Landkreis Alzey-Worms in Rheinland-Pfalz. Der Friedhof, der sich östlich des Ortes an der Einmündung der Gimbsheimer Straße in die Bundesstraße 9 befindet, steht als schützenswertes Kulturdenkmal unter Denkmalschutz.

## Geschichte
Der jüdische Friedhof wurde 1896 angelegt. Zuvor wurden seit 1840 die Toten der Jüdischen Gemeinde Alsheim auf dem jüdischen Friedhof in Osthofen beigesetzt. Auf dem jüdischen Friedhof von Alsheim fanden auch die in Mettenheim und Gimbsheim verstorbenen jüdischen Gemeindemitglieder ihre letzte Ruhestätte. Die Friedhofsfläche beträgt 6,38 ar.